# Galeodes excelsius
Galeodes excelsius är en spindeldjursart som först beskrevs av Lawrence 1956.  Galeodes excelsius ingår i släktet Galeodes och familjen Galeodidae. Inga underarter finns listade i Catalogue of Life.